# Переверзев, Павел Николаевич
Па́вел Никола́евич Переве́рзев (6 ноября 1871, Фатеж, Курская губерния — 28 июня 1944, Франция) — российский адвокат, политический деятель. Министр юстиции Временного правительства (1917).

## Семья и образование
Родился в семье отставного статского советника Николая Переверзева. Мать — Варвара Станиславовна, урождённая Маковнева (дочь майора в отставке, помещика Фатежского уезда Станислава Алексеевича Маковнева).
Окончил юридический факультет Петербургского университета. В студенческие годы давал уроки в семье известного врача Ивана Васильевича Маляревского, на дочери которого Екатерине женился в 1898. Дети — Николай, Пётр, Павел, Татьяна, Ия, Екатерина.

## Адвокат
Служил в министерстве юстиции, был помощником присяжного поверенного, с 1901 — присяжный поверенный. Специализировался на защите в уголовном процессе, также был политическим защитником. По распоряжению министра внутренних дел В. К. Плеве был выслан на три года в Архангельск, но после убийства Плеве получил возможность вернуться в Петербург. Находясь в ссылке, вступил в Партию социалистов-революционеров (эсеров), затем сотрудничал с умеренной Народно-социалистической партией.

Являлся членом совета присяжных поверенных округа Санкт-Петербургской судебной палаты. Был защитником на процессах об освобождении политических арестантов в Пинске, о транспортировке нелегальной литературы, против активных деятелей армянской партии «Дашнакцутюн». В январе 1909 участвовал в защите известного журналиста П. Е. Щёголева, обвинённого в публикации в журнале «Былое» антиправительственных материалов. В 1915 был одним из адвокатов членов большевистской фракции в IV Государственной думе, которым угрожали бессрочные каторжные работы (однако в результате они были отправлены в ссылку). На процессе Переверзев солидаризировался со своими подзащитными, заявив: 

Пройдут годы. Отлетят прочь, как шелуха, клеветнические обвинения в измене. Но останутся незабвенными имена депутатов, останется неизменным сознание, что, поднявшись с тёмных, безвестных низов на вершину государственной жизни, они, как простые рабочие, не оторвали сердца своего от страданий и нужд своих братьев, защищали их честно и смело.

Из «неполитических» процессов, в которых участвовал Переверзев, наибольшую известность получило «Дело о миллионах князя Огинского» (1911) — о составлении подложного духовного завещания от имени князя Богдана Огинского. Переверзев защищал одного из второстепенных обвиняемых, признавшего к тому же свою вину, но смог добиться его оправдания, поставив перед присяжными заседателями дилемму: или «ввергнуть его окончательно в ту пропасть, на краю которой он очутился», или вернуть раскаявшегося человека его семье.

По словам адвоката Александра Демьянова, 

сам по себе милый человек, «душа человек», весёлый и экспансивный, Переверзев производил на всех очень хорошее впечатление. Он пользовался хорошей репутацией как оратор. И действительно, он владеет свободно речью, имеет хороший голос. Насколько я могу судить, речи его, однако, никогда не были программны, но мысли, им высказываемые, были метки, и речь его с внешней стороны была не без блеска.

Наряду с адвокатской практикой, Переверзев продолжал заниматься общественной деятельностью — за подписание письма-протеста по делу Бейлиса он был на восемь месяцев заключён в Петропавловскую крепость.
Во время Первой мировой войны руководил санитарным отрядом, сформированным петроградскими адвокатами, проявил себя энергичным организатором.

## Прокурор и министр
После Февральской революции, в марте 1917 был назначен прокурором Петроградской судебной палаты. В этом качестве выезжал в Кронштадт, где безуспешно требовал от матросов освобождения арестованных ими офицеров. Стремился ввести в правовые рамки вопрос об аресте деятелей царского режима, добившись, что аресты могли производиться только при наличии письменного приказа прокурора судебной палаты (в противном случае все арестованные освобождались в течение 24 часов). Занимался расследованием незаконных действий царских чиновников, в то же время на встрече с адвокатами признал, что Временное правительство было вынуждено само нарушать закон.
Во втором (первом коалиционном) составе Временного правительства Переверзев был назначен министром юстиции. Продолжил практику своего предшественника А. Ф. Керенского по назначению адвокатов на ключевые посты в ведомстве. В июне 1917 добился выселения анархистов с занятой ими дачи бывшего министра внутренних дел П. Н. Дурново, лично присутствуя при её штурме войсками. В июле 1917 в ситуации антиправительственного выступления большевиков распорядился обнародовать предоставленную контрразведкой в его распоряжение информацию об их финансовых отношениях с немецкими властями. По требованию руководства Совета рабочих и солдатских депутатов большинство петроградских газет отказались публиковать эти данные — исключение составила лишь газета «Живое слово». Публикация материалов вызвала резкое падение популярности большевистской партии, однако ключевые деятели Временного правительства — Александр Керенский, Михаил Терещенко и Николай Некрасов — осудили не согласованные с правительством действия министра. После этого Переверзев подал в отставку и вскоре вновь уехал на фронт во главе санитарного отряда. Вопрос о достоверности данных о связях большевиков с немцами остаётся дискуссионным.
По словам Александра Демьянова, бывшего его товарищем (заместителем) в министерстве, Переверзев был «чистым и честным человеком», но «большим фантазёром, беспрограммным и неумелым администратором».

## Эмигрант
После прихода к власти большевиков Переверзев вынужден был скрываться, новые власти готовили над ним крупный процесс, два его сына были арестованы как заложники до возвращения отца, но освобождены при помощи друзей-социалистов. Затем жил в Крыму, откуда в 1920 вместе с семьёй эмигрировал в Константинополь, а затем в Тунис, где с 1921 был представителем Земско-городского союза. Затем переехал в Париж, где занимался юридической практикой, был членом Союза русских адвокатов. В 1927 входил в состав Объединения русских адвокатов во Франции, с 1928 был членом его совета, с 1932 — товарищем председателя совета. С 1932 также был генеральным секретарём Федерации русских адвокатских организаций за границей. В 1933 — председатель Союза служащих банков и контор.

## В масонстве
Был членом Великого востока Франции, а затем ВВНР, с 1907 — член московской ложи «Полярная звезда». Являлся оратором ложи Гальперна (существовала в 1910—1915). В 1917 — руководил ложей, названной его именем.
Продолжал участвовать в деятельности масонских организаций в эмиграции. С 1927 — член ложи «Северная звезда», в 1928—1930 и в 1932 был её досточтимым мастером, в 1932—1934 и 1937—1938 — оратором, с 1935 — почётным досточтимым мастером. Представлял ложу на генеральной ассамблее (конвенте) Великого востока Франции. С 1933 — член, в 1938—1939 — председатель ложи «Северные братья». Был членом-основателем ложи «Свободная Россия», членом-основателем и секретарём державного капитула «Северная звезда». С 1938 входил в состав масонской группы «Лицом к России», возглавлявшейся Николаем Авксентьевым. По поручению масонских организаций посещал русских заключённых в парижских тюрьмах, оказывая им поддержку.
Во время немецкой оккупации Франции по просьбе своего коллеги по масонству Абрама Альперина был фиктивным директором его предприятия (так как евреи были лишены права занимать руководящие должности).